# جزيرة عنيبر
جزيرة عُنيبر هي إحدى الجزر الواقعة في الخليج العربي، وتتبع المنطقة الشرقية السعودية. تبلغ مساحة الجزيرة نحو 0,01 كم2 وتبعد عن الساحل بحوالي 3 ميل بحري.